# Hongan-ji d'Ishiyama
Le Hongan-ji d'Ishiyama (石山本願寺) est au XVIe siècle, durant l'époque Sengoku, le principal temple et la principale forteresse de la secte Hongan-ji et de ses ligues (Ikkō-ikki). Il est établi en 1496 à l'embouchure de la Yodo-gawa, sur la côte de la mer intérieure de Seto. À l'époque, il se trouve juste à l'extérieur des vestiges de l'ancienne capitale de Naniwa, dans la province de Settsu. En fait, de récentes fouilles archéologiques ont déterminé que le temple a été créé sur les ruines de l'ancien palais impérial. La ville (maintenant appelée Osaka) a depuis grandi autour du site, intégrant l'Ishiyama (« montagne de pierre »).
Rennyo, le grand rénovateur du Jōdo-shinshū (branche ikkō-shū), en retraite dans la région en 1496, est à l'origine de la série d'événements qui achèveront la formation de la deuxième plus grande ville du Japon. Les documents contemporains, qui décrivent son site de retraite comme étant une « longue pente » (大坂, Ozaka) sont les premiers à appeler la zone de ce nom, qui n'a que peu changé depuis cette époque en Osaka (大阪), devenue la deuxième plus grande ville du Japon. Bien que Rennyo espère l'isolement en se retirant en ce lieu tranquille, il attire très rapidement un grand nombre de fidèles et de disciples. Le minuscule temple qu'il construit pour ses propres dévotions personnelles est agrandi, et de nombreuses maisons et autres bâtiments sont érigés pour accueillir les nouveaux résidents. Au moment de la mort de Rennyo, trois ans plus tard, la forme générale et la taille du Hongan-ji d'Ishiyama est déjà en place.
Après la destruction du Yamashina Mido à Kyoto en 1532, le Hongan-ji d'Ishiyama sert de temple principal aux Ikkō, à partir desquels apparaissent les Ikkō-ikki. Les contributions des fidèles sont recueillies grâce à un système de courtiers, principalement ceux installés à Sakai, dans la province d'Izumi voisine.
Le Hongan-ji d'Ishiyama donna naissance à une ville-temple dès sa fondation en 1532. Autour du vaste temple fortifié, autour duquel furent installés maisons, ateliers et échoppes, formant une agglomération qu'il fallut ensuite protéger par une levée de terre et un fossé. Le temple prit en charge la collecte des taxes urbaines, dont une partie des produits était reversée au seigneur local, du clan Hosokawa, qui laissa en contrepartie la ville se diriger de façon autonome.
Le temple-forteresse est considéré comme impénétrable, principalement en raison de son emplacement et de son orientation. Par ailleurs, environ une centaine de moines sont en patrouille à tout moment et jusqu'à dix mille peuvent être convoqués à la bataille simplement en faisant sonner une cloche. Les moines de la forteresse viennent non seulement d'Osaka et des zones environnantes, mais aussi des centres historiques de la secte Ikkō, les provinces de Kaga et d'Echizen. Les moines comptent aussi beaucoup d'alliés, dont le clan Mōri, qui fournira la forteresse pendant son siège et, ironie du sort, à la fois Uesugi Kenshin et Takeda Shingen, tous deux rivaux d'Oda Nobunaga ; simplement en gardant Nobunaga et l'autre occupé, ils rendent un grand service aux Ikki[pas clair].
Le Hongan-ji est assiégé par les forces d'Oda Nobunaga en 1576, mais, en partie en raison de sa position sur la côte, réussit à tenir pendant cinq ans, ce qui en fait le plus long siège de l'histoire japonaise. En août 1580, l'abbé Kōsa est convaincu de se rendre, mettant ainsi fin au siège. Au moment de la reddition, l'ensemble du complexe du temple est incendié. Selon certaines sources, cela est fait de l'intérieur afin de refuser à Nobunaga un quelconque véritable gain matériel pour avoir vaincu les Ikki. Bien que certains membres du groupe ont fui vers la province de Kaga en vue d'occuper une dernière position de résistance, la destruction du Hongan-ji d'Ishiyama constitue vraiment le coup fatal qui marque la destruction de la secte comme force militante.
Trois ans plus tard, Toyotomi Hideyoshi commence la construction du château d'Osaka au même emplacement.